# Reichstag zu Freiburg

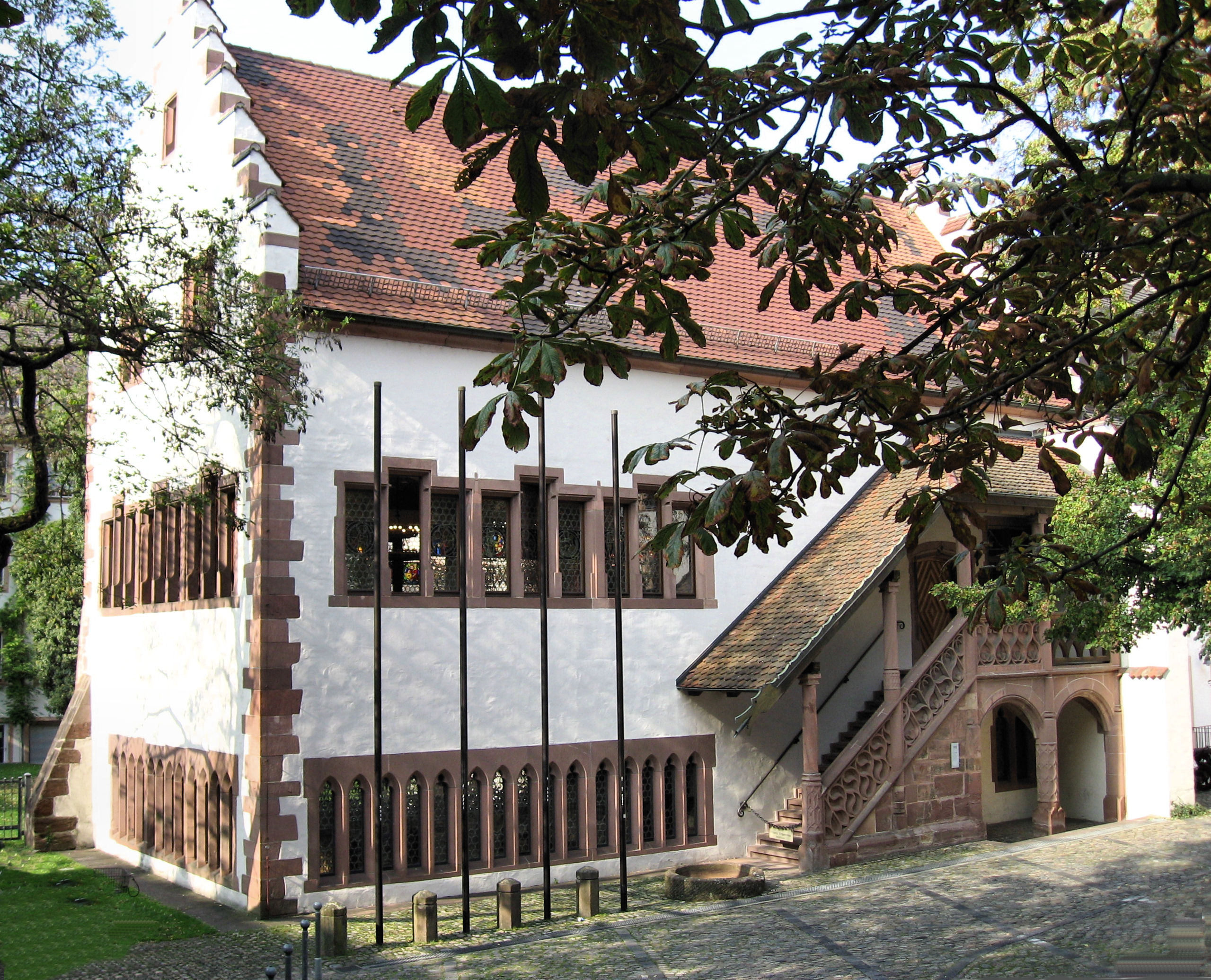
Im ältesten Rathaus Freiburgs, der Gerichtslaube, fand 1498 der Reichstag statt

Der Reichstag zu Freiburg fand vom 28. September 1497 bis zum 4. September 1498 statt und sollte vor allem die noch strittigen Punkte der 1495 auf dem Reichstag zu Worms beschlossenen Reichsreform klären.

## Vorbereitungen
Nachdem die Stände im Frühjahr 1497 zu einem Reichstag in Worms zusammengekommen waren, bat König Maximilian, die Versammlung nach Freiburg zu verlegen. Am 7. August 1497 stimmten die Stände dem König zu eren und gefallen, den Reichstag in eine habsburgische Stadt zu verrücken, nur unter Bedenken zu. Im Wormser Reichsabschied vom 23. August heißt es, die Stände oder ihre Botschafter sollen sich zügig nach Freiburg begeben, um dort ab Michaelis (29. September) die Eckpunkte der 1495 in Worms beschlossenen Reichsreform weiterzuverhandeln, d. h. Landfriede, Reichskammergericht und Gemeinen Pfennig sowie eine Reichssteuer.
Damit blieb den Freiburgern und ihrem Rat nur wenig Zeit zur Vorbereitung dieses Großereignisses, dessen Durchführung für die nur 6000 Einwohner zählende Stadt eine große Herausforderung darstellte. Vor allem fehlte ein geeigneter Versammlungsraum. So beschloss der Stadtrat, dem Reichstag seine Stube in der Gerichtslaube zur Verfügung zu stellen. Daneben mussten noch Tagungsräume für die verschiedenen Ausschusssitzungen gefunden werden. Am 19. September 1497 verabschiedete der Rat eine abred unnd ordnung, um Höchstpreise festzulegen und eine angemessene Beherbergung der Gäste sowie deren ausreichende Versorgung mit Lebensmitteln und Futter für die Pferde sicherzustellen.

## Warten auf den König
Als der Reichstag am 29. September 1497 beginnen sollte, hatten zwar die meisten Teilnehmer ihre Quartiere reserviert, doch trafen die ersten Gäste nur mit großer Verspätung in Freiburg ein. Reichskanzler Berthold von Henneberg, Erzbischof und Kurfürst zu Mainz ritt erst am 16. Oktober in die Stadt. Am 19. Oktober schrieben die bisher versammelten Stände an Maximilian, der mit seinem Hof in Innsbruck weilte, er möge sich doch bitte nach Freiburg begeben.
Am 26. Oktober berief Kanzler Berthold von Henneberg die Reichsversammlung in die Gerichtslaube ein, um die in Worms beschlossenen Punkte weiter zu beraten. Mit der wachsenden Macht der städtisch-bürgerlichen Stände, die den deutschen Kaisern und Königen nach und nach Privilegien abgetrotzt oder abgekauft hatten, geriet das Lehnswesen mit seinen Vererblichkeitstendenzen von Herrschaft in deren Fokus. Denn die Fürstenhäuser betrachteten ihre Territorien als Erbgut und geistliche Lehen als Pfründen für die Versorgung zweit- oder drittgeborener Söhne oder von Töchtern, etwa als Äbtissinnen, sodass solche Lehen häufig über Generationen im Besitz ein und desselben Geschlecht verblieben. Nun strebten die selbstbewussten Stände unter Führung von Hennebergs mit dem Reichsregiment eine erweiterte Mitsprache in Reichsangelegenheiten an und hatten in Worms ein Reformpaket geschnürt, welches auch die Einführung einer Reichssteuer zur Finanzierung des Reichskammergerichts vorsah. Maximilian wollte wohl gern das Geld des gemeinen Reichspfennigs nehmen, doch lehnte er das Reichsregiment als Einschränkung seiner Macht ab. So stellte er neben die Reichskanzlei Berthold von Hennebergs die Hofkanzlei unter der Leitung Konrad Stürtzels. Das Reichskammergericht akzeptierte Maximilian zwar, doch höhlte er dessen Befugnisse mit einer Aufwertung des königlichen Kammergerichts zum Reichshofrat aus. Nach dem Reichsabschied von 1495 waren die Fronten zwischen dem König und den Ständen verhärtet. So spürte Maximilian geringe Neigung, sich in Freiburg weiter zu streiten. Doch ohne Anwesenheit des Königs kain fruchtbar oder erschießlich arbeit oder handlung geschehen mag. Auch wegen der Abwesenheit fast aller Reichsfürsten – sie hatten nur ihre Botschafter nach Freiburg geschickt – ließen sich keine Fortschritte bei der Lösung der strittigen Punkte erzielen. Ein Gesandter bemerkte über den untätigen Reichstag: Und liegen also, handeln nichts, dan verzeren vil geltz. Mehrmals standen die Reichsstände kurz vor der Abfahrt, doch Maximilian führte nicht nur immer neue Entschuldigungen für sein Ausbleiben an, sondern er provozierte die versammelten Stände mit der Bemerkung, sie möchten sich doch während seiner Abwesenheit um die Aufbringung des in Worms beschlossenen Reichspfennigs kümmern. Da die Steuern nur zögerlich eingingen, brachte Maximilian so die meisten Reichsstände in Verlegenheit.

## Teilnehmer am Reichstag
Als am 7. April 1498 der französische König Karl VIII. starb und sein Nachfolger Ludwig XII. Ansprüche auf das Herzogtum Mailand, das Erbe von Maximilians Ehefrau Bianca, erhob, hatte es Maximilian plötzlich eilig. Zunächst traf Bianca am 27. Mai in Freiburg ein, Maximilian mit großem Gefolge 20 Tage später. Dabei trug ihm der Kurfürst von Sachsen Friedrich der Weise in seiner Eigenschaft als Erzmarschall das Reichsschwert voraus. Die königlichen Gäste wurden im Predigerkloster untergebracht.
Folgende wichtige Personen haben am Freiburger Reichstag teilgenommen:

„Römisch königliche Mayestat in eigner person und Ir Gmahel

Der Bebstlich Legatn

Die Ertzbischeff Meintz, Cöllen in eigner person

Hertzog Friderich von Sachssen in eigner person

Hertzog Georg in obern unnd nidern Beyern in eigner person

Hertzog Albrecht unnd Hanns von Sachssen (der Bruder Friedrichs von Sachsen) in eigner person

Hertzog Heinrich von Mecklenpurg in eigner person

Margraff Cristoff von Baden in eigner person

Die Bischoff zu Worms  von Dalberg), Wurtzpurg (Lorenz von Bibra), Eeystet (Gabriel von Eyb, Eichstätt), Chur (Heinrich von Höven), Cosstentz (Hugo von Hohenlandenberg, Konstanz), Strassburg (Albrecht von Pfalz-Mosbach), Augspurg (Friedrich II. von Zollern), Basel (Kaspar zu Rhein), Brixen (Melchior von Meckau) in eigner person

Es folgen noch Grafen, Prälaten, Äbte und Reichsstädte.“

## Aufnahme der Arbeit
Die erste Plenarsitzung des Reichstags in Anwesenheit Maximilians fand am 23. Juni 1498 in der Gerichtslaube statt. Henneberg musste zugeben, man habe bereits zu Worms den Reichspfennig auf vier Jahre bewilligt, und dazu die Schatzmeister zu Frankfurt aufgestellt, ihn aber seitdem bei weitem noch nicht eingebracht. Der König verlange nun, daß diejenigen, welche im Rückstande seien, sich erklären, ob sie ihren Beitrag liefern wollen oder nicht, damit er sich hernach zu richten wisse. Während viele Stände Ausflüchte machten, lehnten die Eidgenossen wie schon in Worms die Reichssteuer ab.
Ein weiterer Beratungspunkt war das in Worms beschlossene Reichskammergericht, das ohne eine einheitliche Rechtsgrundlage rechtlich in der Luft hing. Deshalb gab der Reichstag ein dringlich benötigtes allgemeines Gesetzbuch in Auftrag. Auch das scherte die Schweizer wenig, erkannten sie doch die Zuständigkeit des Reichskammergerichts nicht an. So wurde es nichts mit der auf dem Reichstag zu Freiburg geplanten Einleitung eines Friedens mit den Schweizern.
Auch sonst gab es viele Zankereien. Als Uff Freitag Margarethe virginis (am 20. Juli) eine Delegation des polnischen Königs Johann I. zum Türkenkrieg gehört werden sollte, kam es zu einem Streit zwischen den Kurfürsten und den Fürsten um die Sitzordnung. Die wollten nit zu der churfürsten fussen sitzen, dann es was ein ungeschickte Stube und ain bank gar viel hoher da die churfürsten und ir botschafter oben sassen, also das die andern fürsten, geistlich und weltlich gleich iren fussen sitzen solten, das wollten syn nit thun. Die Sitzung wurde also für jenen Tag aufgehoben und alle Bänke wurden alsbald gleich hoch gemacht ....
Der Streit ums Geld bestimmte alle weiteren Verhandlungen. Maximilian forderte, ihm den Kredit von 150 000 Gulden, von dem ihm bisher nur der geringste Theil bezahlt worden war, endlich vollständig aus dem gemeinen Reichsschatz zuzuerkennen, um gegen Frankreich gerüstet zu sein, denn so führte er aus: Von den Lombarden bin ich verraten, von den Deutschen bin ich verlassen. Aber ich will mich nicht wieder wie zu Worms [beim Reichstag], an Händen und Füßen binden und an einen Nagel henken lassen. Den Krieg muss ich führen und will ich führen, man sage mir, was man wolle. Ehe werde ich mich von dem Eide dispensieren, den ich dort hinter dem Altar zu Frankfurt [während der Königswahl im Kaiserdom St. Bartholomäus] geschworen habe; denn nicht allein dem Reiche bin ich verpflichtet, sondern auch dem Hause Österreich. Ich sage das und muss es sagen, und sollte ich darüber auch die Krone zu meinen Füßen setzen und sie zertreten.
Der Hinweis Maximilians auf das Haus Österreich erwies sich als kontraproduktiv, denn selbst als der König anbot, für den Türkenkrieg finanziell in Vorleistung zu treten, antworteten die Stände: Was aber das Anerbieten Maximilians betreffe, zu diesem Kriege vorläufig 60 000 Gulden darzuleihen, die ihm dann aus dem Reichsschatze zurückzuzahlen wären, so wissen man im Grunde doch nicht, was dieser vermöge; zudem seien die Stände nicht vollzählig genug, und somit bäte die Versammlung den König, die ganze Verhandlung über diesen Gegenstand auf den nächsten Reichstag zu verschieben. Maximilian war ernstlich verstimmt und schimpfte: Von den deutschen Fürsten Thaten für das allgemeine Wohl des Reiches hoffen, heisst Trauben von Disteln erwarten.

## Der Reichstagsabschied
Doch ging man nicht ganz ohne Ergebnis nach Hause. So findet sich im Reichsabschied vom 4. September 1498 eine Kleiderordnung. Bereits auf dem Reichstag zu Worms hatten die Stände ein gemein ordnung durch daz Reiche wegen der ubermessigen kleydung und anderer unzimlichen kostlichkeit, auch von der spilleut, betler und zigeuner wegen angemahnt. Die in Freiburg verabschiedete Kleiderordnung fordert für Rock und Mantel, das er hinden und vorn zimlich und wol decken möge und gesteht Bauern und arbeytend leut keine gestückelt kleyder wie Schlitzärmel, sondern nur Kleider aus einfachem Tuch zu.
Gegen Ende des 15. Jahrhunderts hatte das Bettelwesen überhandgenommen. Nun soll nach dem Willen des Reichstags nur mit Schwachheit oder Gebrechen belasteten Personen das Betteln gestattet sein. Die Kinder werden den Eltern entzogen damit sie nit also für und für dem bettel anhangen und erhalten einen handwerkliche oder Dienstleistungs-Ausbildung. Schließlich verweist der Reichsabschied von 1498 die Zeigeiner aus deutschen Gebieten und erklärte sie als vogelfrei.
Wohl als wichtigstes Dokument findet sich im Reichsabschied das in Abwesenheit des verantwortlichen böhmischen Erzschenks von den Anwesenden beschlossene erste deutsche Weinmandat, die ordnung unnd satzung über die weyne. Genau genommen handelte es sich hier um die Erneuerung und Verschärfung einer von Maximilians Vater Friedrich III. bereits 1487 beförderten Weinordnung, nachdem die Verböserung der Weine durch Zucker, Schwefel oder gar mit Giften wie Silberglätte und antimonhaltigem Spiegelglanz nicht aufgehört hatte.

## Die Folgen des Reichstags
Doch selbst für den genossenen schlechten Wein konnte Maximilian seine Zeche nicht zahlen. Als er die Stadt verließ, ließ er seine Frau Bianca als Pfand zurück. Sie musste drei Jahre in Freiburg ausharren, bis wenigstens ein Teil der während des Reichstags gemachten Schulden beglichen war. Noch nach zwanzig Jahren waren finanzielle Forderungen von über 20 000 Gulden offen.
Maximilian konnte seine politische-finanziellen Forderungen an die versammelten Stände nur bedingt durchsetzen. In Freiburg wurde der auf dem Reichstag zu Worms zutage getretene Dualismus zwischen dem Reichstag und dem König mit seinem Hof nicht aufgelöst, sondern institutionalisiert.
Eine Folge des Reichstags war die Ausbreitung einer neuen Krankheit, die 1493 Kolumbus’ Seeleute aus der neuen Welt nach Neapel eingeschleppt hatten und die die Söldner Karls VIII. bei ihrem Rückmarsch von ihrem Italienfeldzug entlang ihrer Route verbreiteten. Erste Fälle der Franzosenkrankheit waren bereits 1496 in Freiburg aufgetreten, doch breiteten sich die bösen Blattern (Syphilis) ab 1498 in Freiburg und Umgebung rasend aus. Gegen Ende des Reichstags erkrankte auch Berthold von Henneberg an der neuen Pest.
Im folgenden Jahr versuchte Maximilian im Schwabenkrieg die aufmüpfigen Schweizer, die das Reichskammergericht ablehnten und den gemeinen Reichspfennig nicht zahlen wollten, in die Pflicht zu nehmen. Das Heer des Schwäbischen Bundes erlitt in der Schlacht bei Dornach jedoch eine vernichtende Niederlage. Da gleichzeitig der französische König Ludwig XII. in Norditalien militärisch aktiv war und Mailand erobert hatte, musste Maximilian die Schweizer rasch befrieden. Mit dem Frieden zu Basel, in dem sie ihre Ablehnung des Reichsgerichts und des gemeinen Pfennigs endgültig durchsetzten, schieden die Eidgenossen 1499 de facto aus dem Reichsverband aus, was de jure 1648 im Westfälischen Frieden bestätigt wurde.